# Theta Tauri

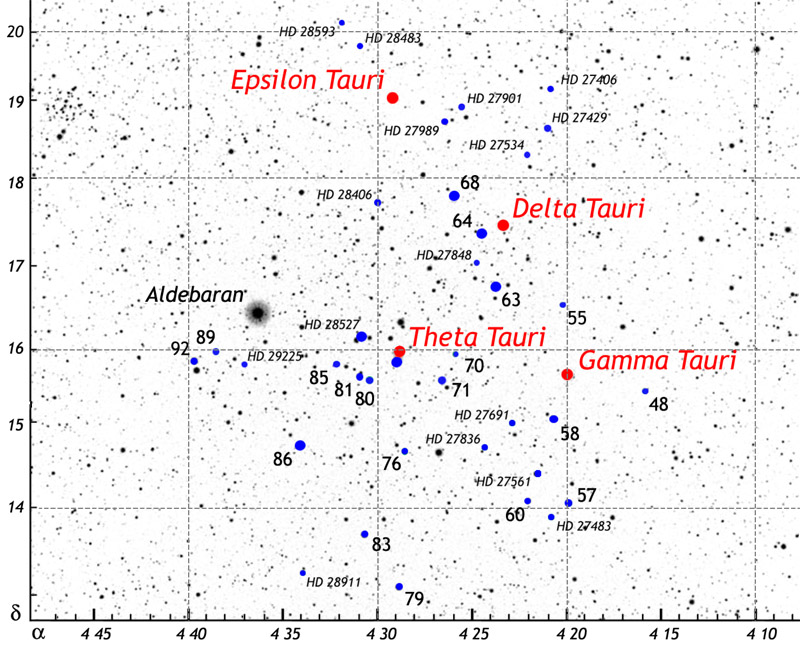
Die Hyaden mit θ Tauri im Zentrum

Theta Tauri (astr. Kurzbezeichnung θ Tau) ist der vierthellste Stern im Stier (Taurus, nördlicher Tierkreis) und der hellste im V-förmigen Sternhaufen der  Hyaden. Er befindet sich knapp 2° westlich des rötlichen Riesensterns Aldebaran (α Tauri), der aber weit vor dem  Sternhaufen steht.
θ Tauri ist ein weiter, meist schon mit freiem Auge erkennbarer Doppelstern. Seine Komponenten θ¹ und θ² haben einen Winkelabstand von 337" (0,09°) und scheinbare Helligkeiten von 3,8 bzw. 3,4 mag, die Gesamthelligkeit des Systems beträgt 2,9 mag.
Der Stern θ² Aa wird von der IAU als Chamukuy bezeichnet.
Der Doppelstern eignet sich als Augenprüfer und ist freiäugig etwas schwerer zu trennen als Mizar/Alkor im Großen Wagen (705"), aber leichter als Epsilon Lyrae (207"). Nur wenige Grad entfernt steht (auf der anderen Seite Aldebarans) mit Sigma Tauri ein ähnlicher, aber etwas lichtschwächerer Doppelstern mit 431" Winkeldifferenz.